# Estació de Sant Feliu d'Avall

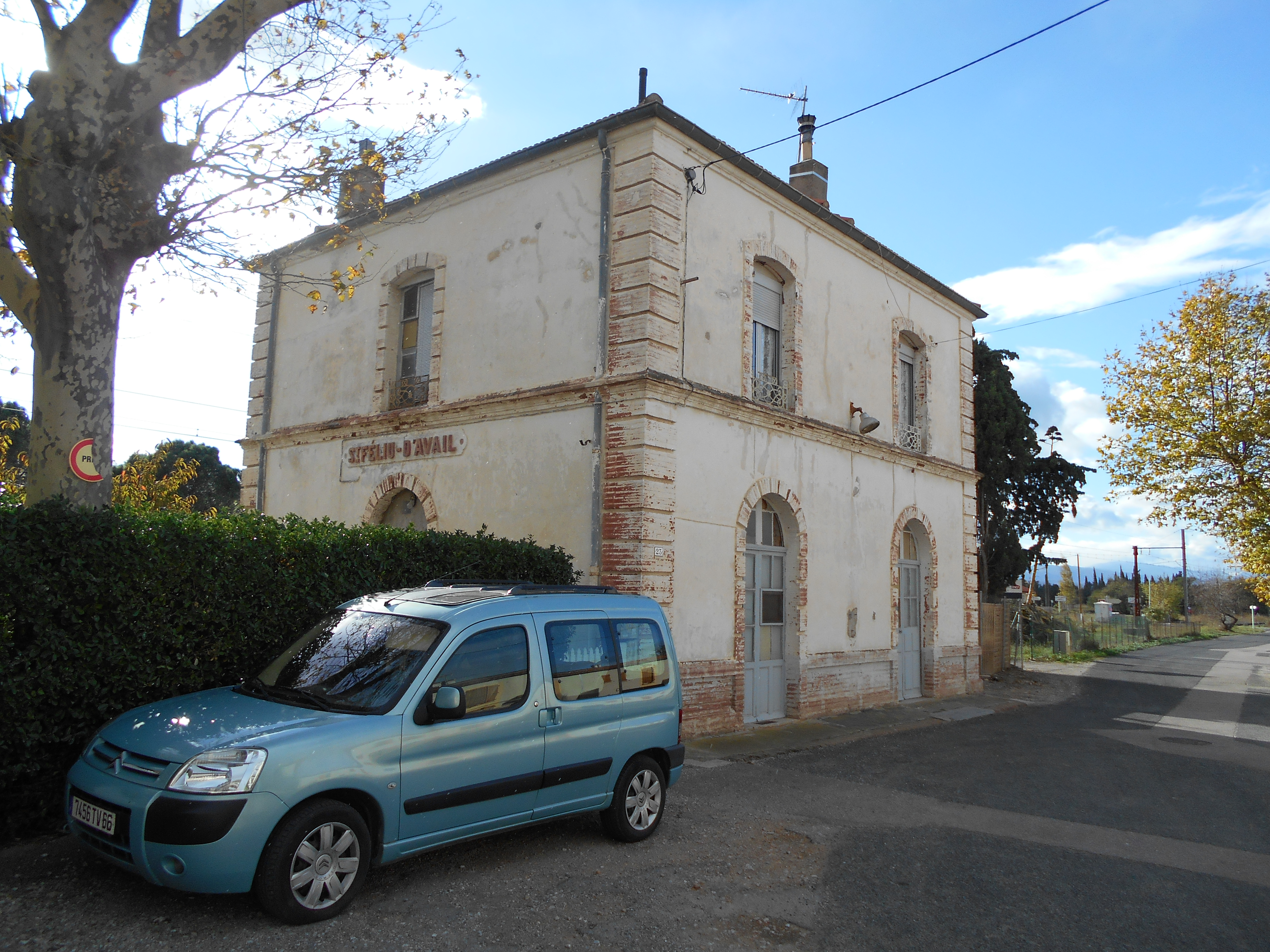
Accès i edifici original de viatgers

L'Estació de Sant Feliu d'Avall (oficialment en francès: Gare de Saint-Féliu-d'Avall) és una estació de ferrocarril de la línia Perpinyà - Vilafranca de Conflent, situada a la localitat del mateix nom, a la comarca del Rosselló (Catalunya del Nord). Va ser inaugurada el 14 de desembre del 1868 per l'antiga Companyia de ferrocarril de Perpinyà a Prada quan es va obrir el tram de Perpinyà a Illa.
Està situada a l'extrem meridional del nucli urbà de Sant Feliu d'Avall, una mica apartada del centre, al capdavall de l'avinguda de les Cabanes. De l'estació original se'n conserva una andana, un moll de mercaderis i una marquesina d'obra per refugi del passatge. L'edifici de l'estació de passatgers en si es conserva també, tot i que ja no compleix la funció original, sinó que és un habitatge particular.
L'any 2021, segons les estimacions de la SNCF, el passatge anual a l'estació va ser de 1.313 persones.

## Serveis ferroviaris
| Procedència/Destinació | <       | Línia | >        | Procedència/Destinació |
| ---------------------- | ------- | ----- | -------- | ---------------------- |
| TER d'Occitània        |         |       |          |                        |
| Vilafranca de Conflent | Millars |       | El Soler | Perpinyà               |